# Parque cuasi nacional Suigō-Tsukuba
El Parque Cuasi Nacional Suigō-Tsukuba, en japonés:  (水郷筑波国定公園 Suigō Tsukuba Kokutei Kōen?), es un parque que comprende un área de las prefecturas de Ibaraki y de Chiba, en la región de Kantō,  Japón.

## Localización
Parque Cuasi Nacional Suigō-Tsukuba. Es un parque que cubre un área del sur y sureste de la Prefectura de Ibaraki y otra área contigua del norte y noreste de la prefectura de Chiba,
Planos y vistas satelitales.35°55′01.7″N 140°26′45.9″E / 35.917139, 140.446083

## Administración
El Parque Cuasi Nacional Suigo-Tsukuba, está administrado conjuntamente por las prefecturas de Ibaraki y de Chiba.

## Historia
El parque fue establecido el 3 de marzo de 1953, para proteger las áreas naturales y el patrimonio cultural del lago Kasumigaura en la prefectura de Ibaraki, la cuenca del río Tone en la frontera de las prefecturas de Ibaraki y Chiba, y las áreas alrededor del Cabo Inubō, la Ensenada Byōbugaura y el Cabo Gyōbumi en la prefectura de Chiba. 
El 1 de febrero de 1969 las zonas que rodean el monte Tsukuba y el monte Kaba en la prefectura de Ibaraki, no adyacente a otras áreas del parque, se han añadido al Parque Cuasi Nacional Suigō-Tsukuba.

## Conservación de Parques Naturales en Japón
En 1931 se aprobó la primera Ley de Parques Nacionales en Japón. 
Al 1 de abril de 2012 había 30 parques nacionales y 56 parques cuasi-nacionales. 
Para el año 2012, los parques nacionales cubrían 20.911 km², mientras que los parques cuasi-nacionales 13.626 km², y además, existían 315 parques prefecturales que cubrían 19.775 km². Para un total de 401 parques naturales para una área total de 54.313 km².
El área de los parques para protección, se subdividen en zonas especiales, restringiendo en algunas el acceso y el uso con fines de conservación. El Estado posee sólo aproximadamente el 38,5% del área de todos los parques naturales de Japón.

## Ver lista de parques nacionales y cuasi nacionales de Japón
- List of national parks of Japan en inglés

## Galería de imágenes

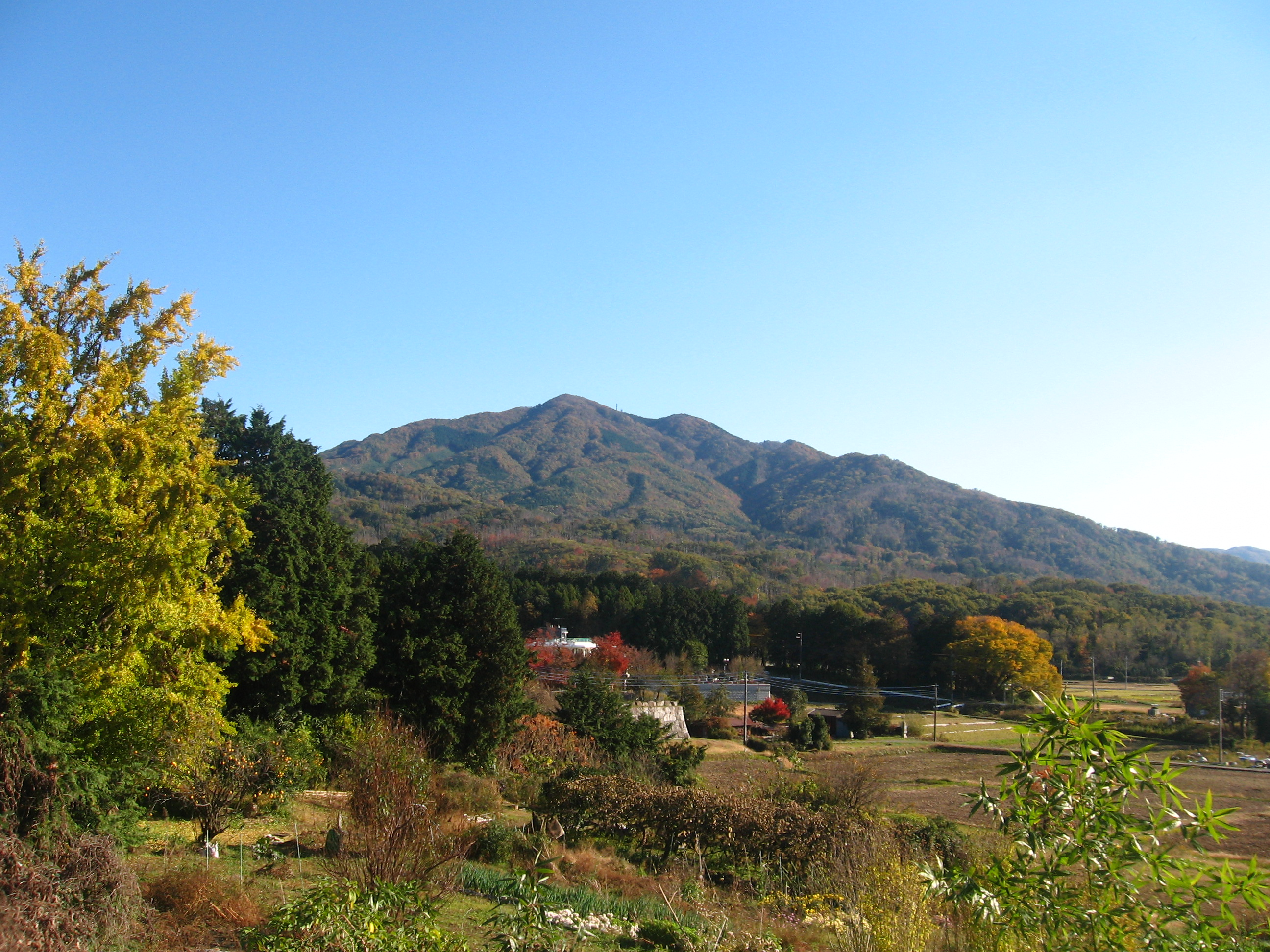
Monte Kaba entre Sakuragawa e Ishioka
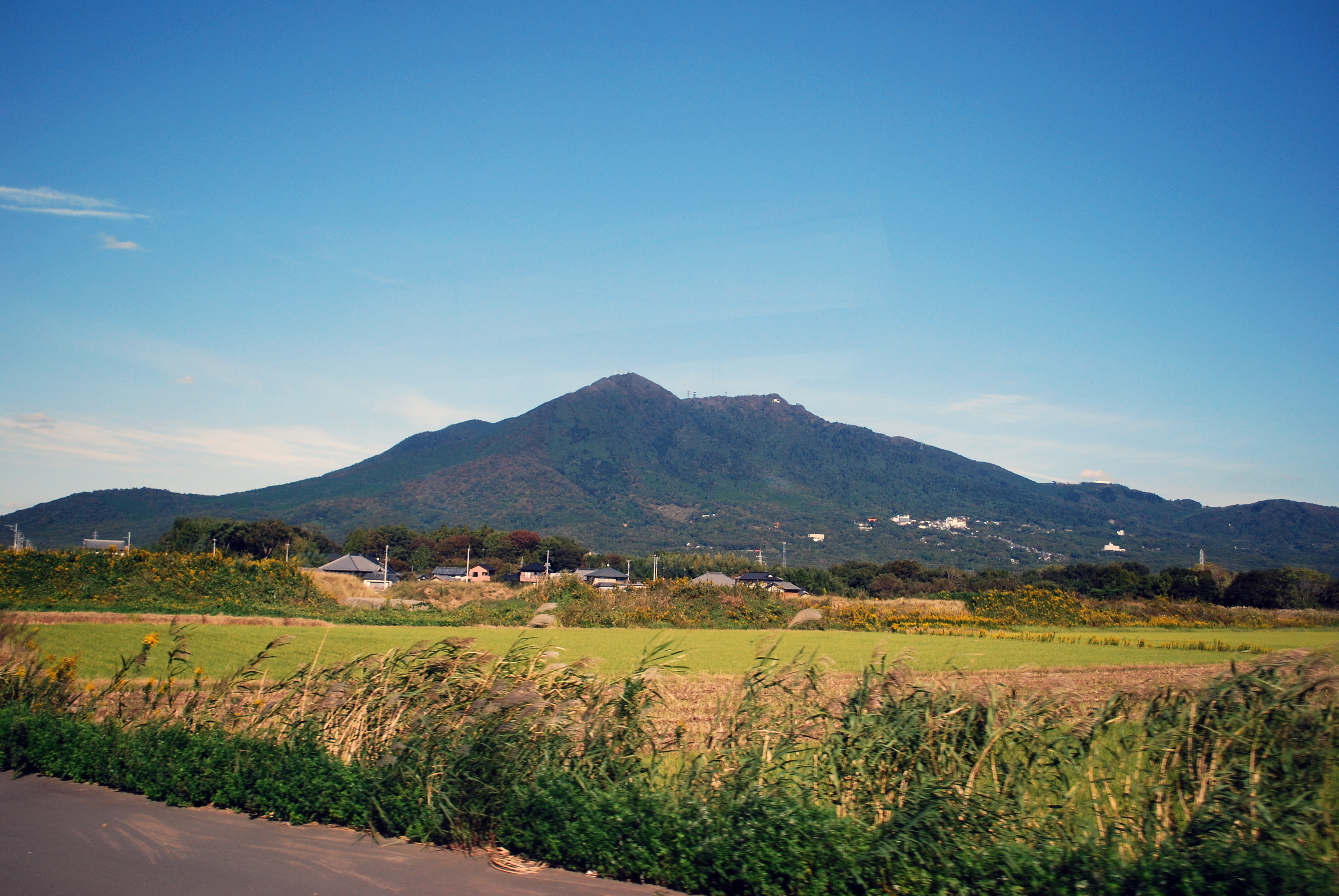
Monte Tsukuba visto desde Tsukuba
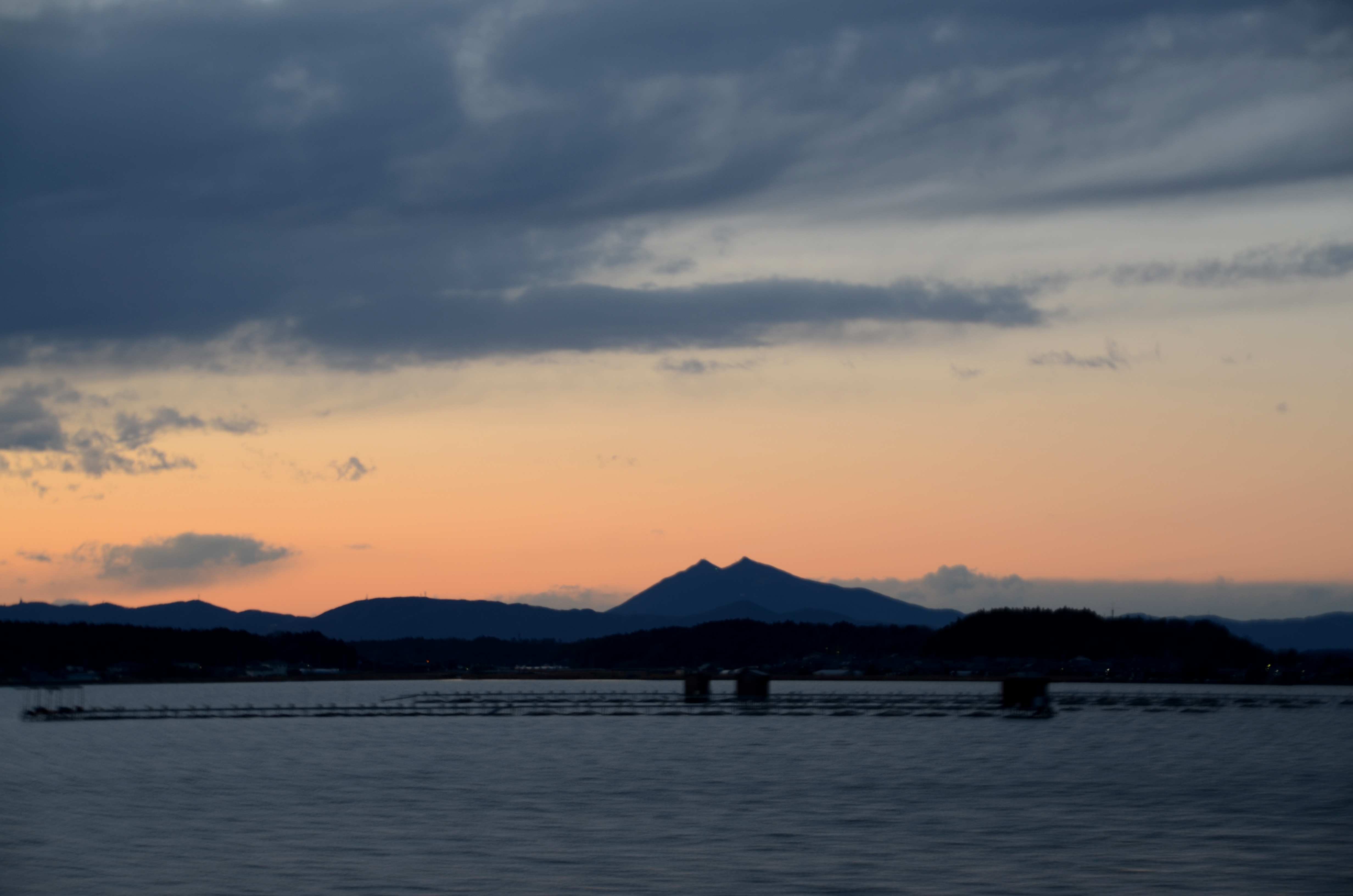
Vista desde la ciudad de Namegata del lago Kasumigaura y el monte Tsukuba
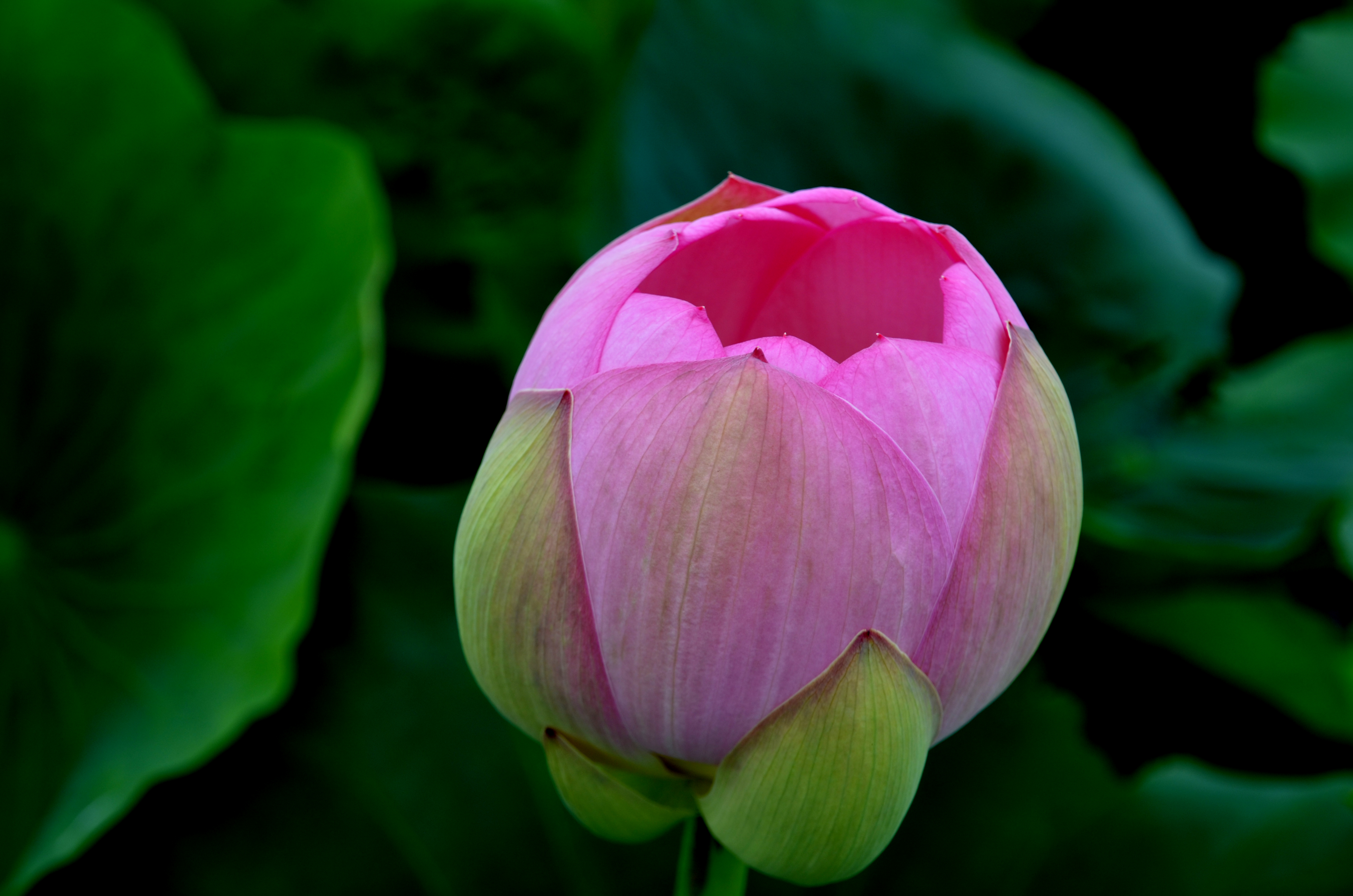
Flor de loto en el monte Tsukuba
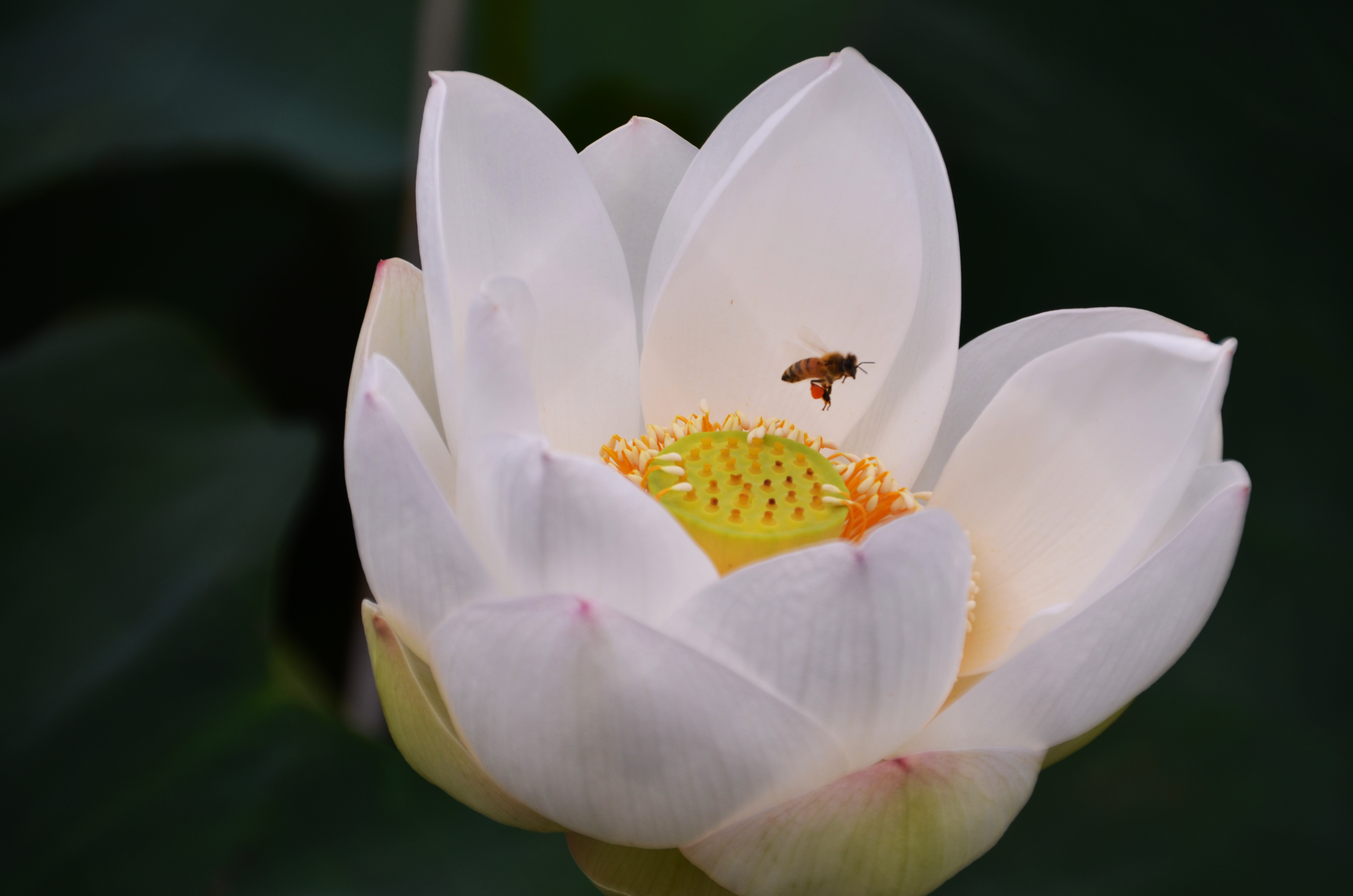
Flor de loto en el área de Tsuchiura
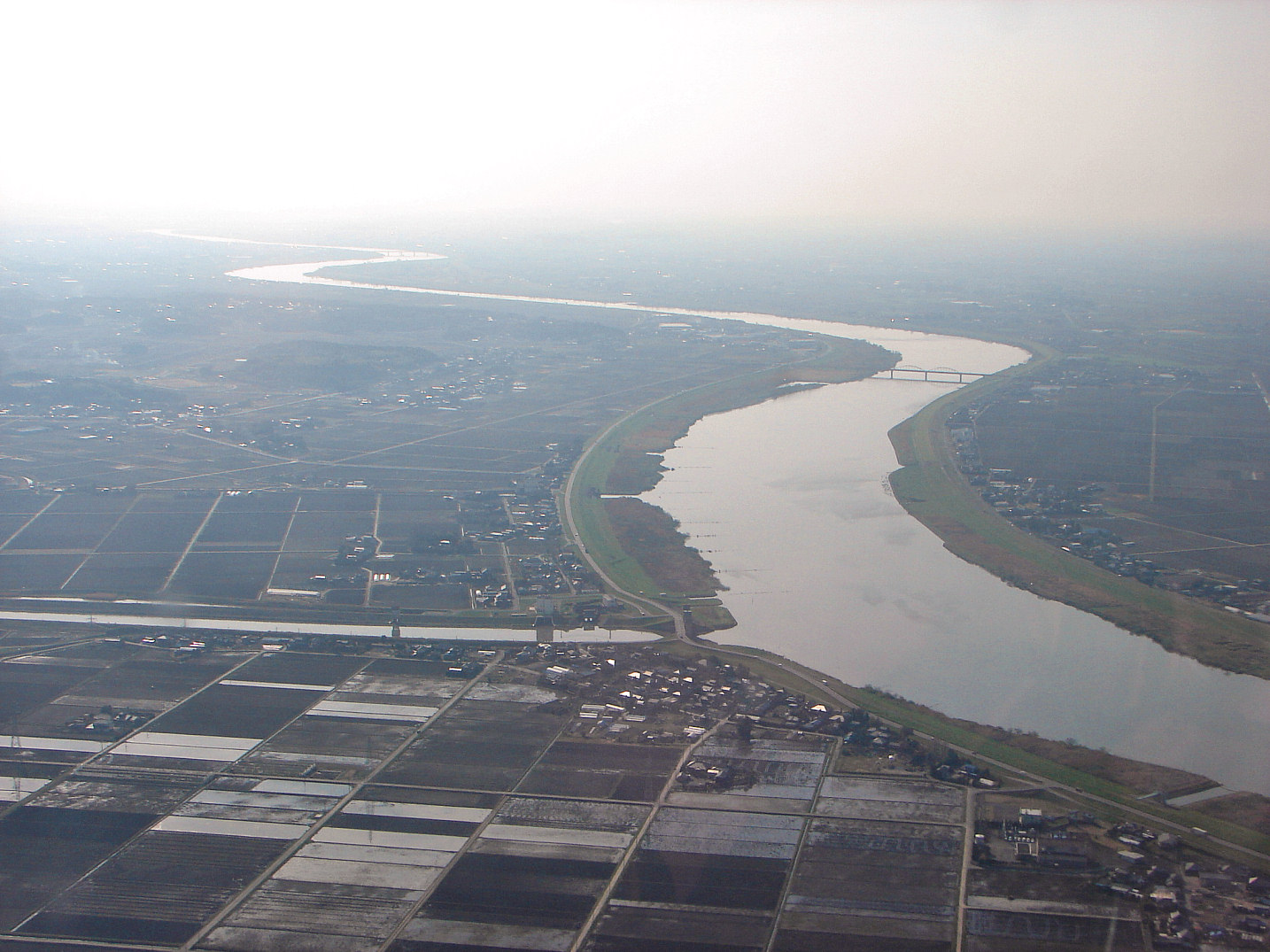
Río Tone entre Kawachi y Narita
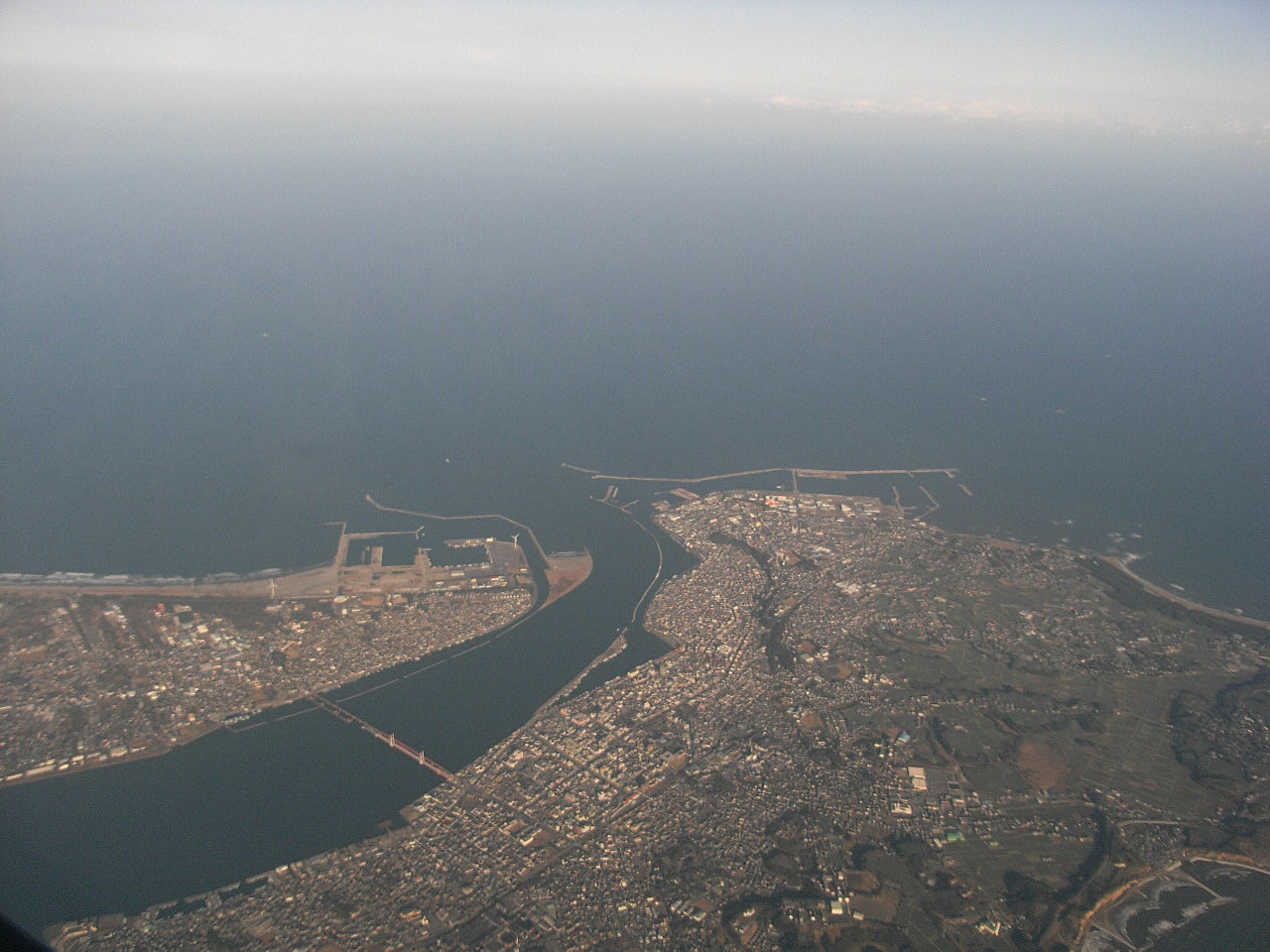
Estuario del río Tone entre Kamisu y  Chōshi
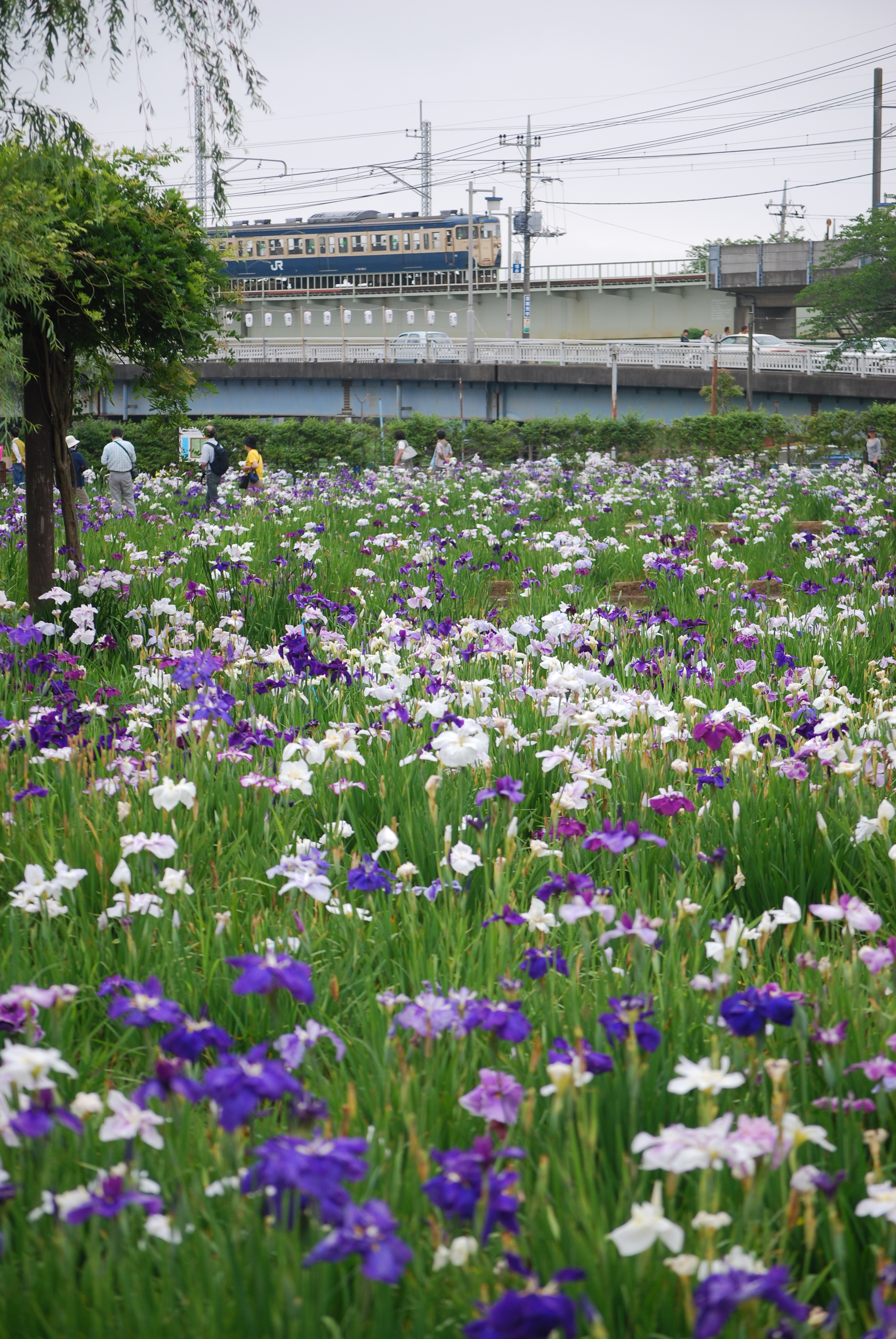
Festival del Iris en el Jardín Maekawa Iris de Itako
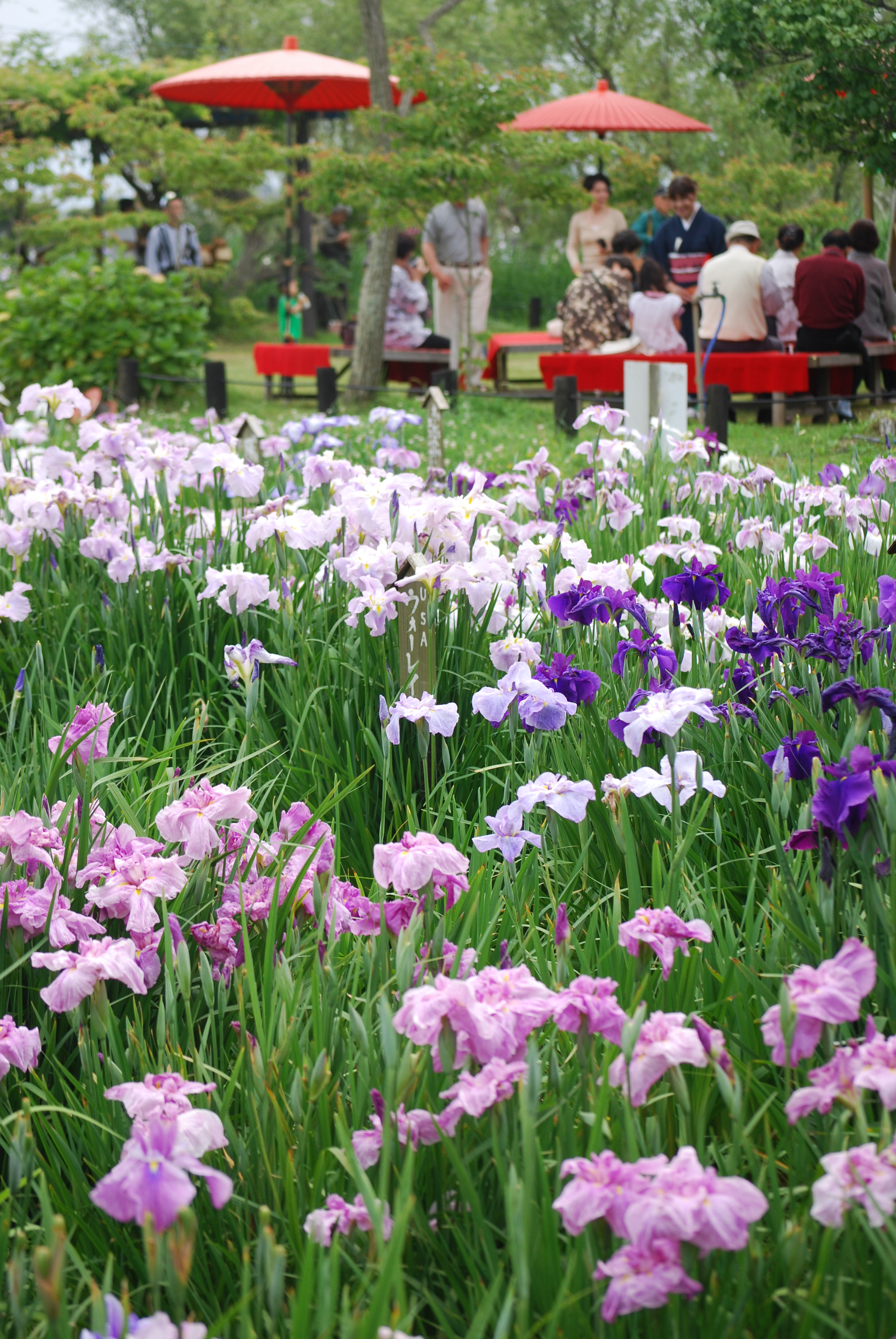
Jardín Botánico Acuático Suigō Sawara en Katori
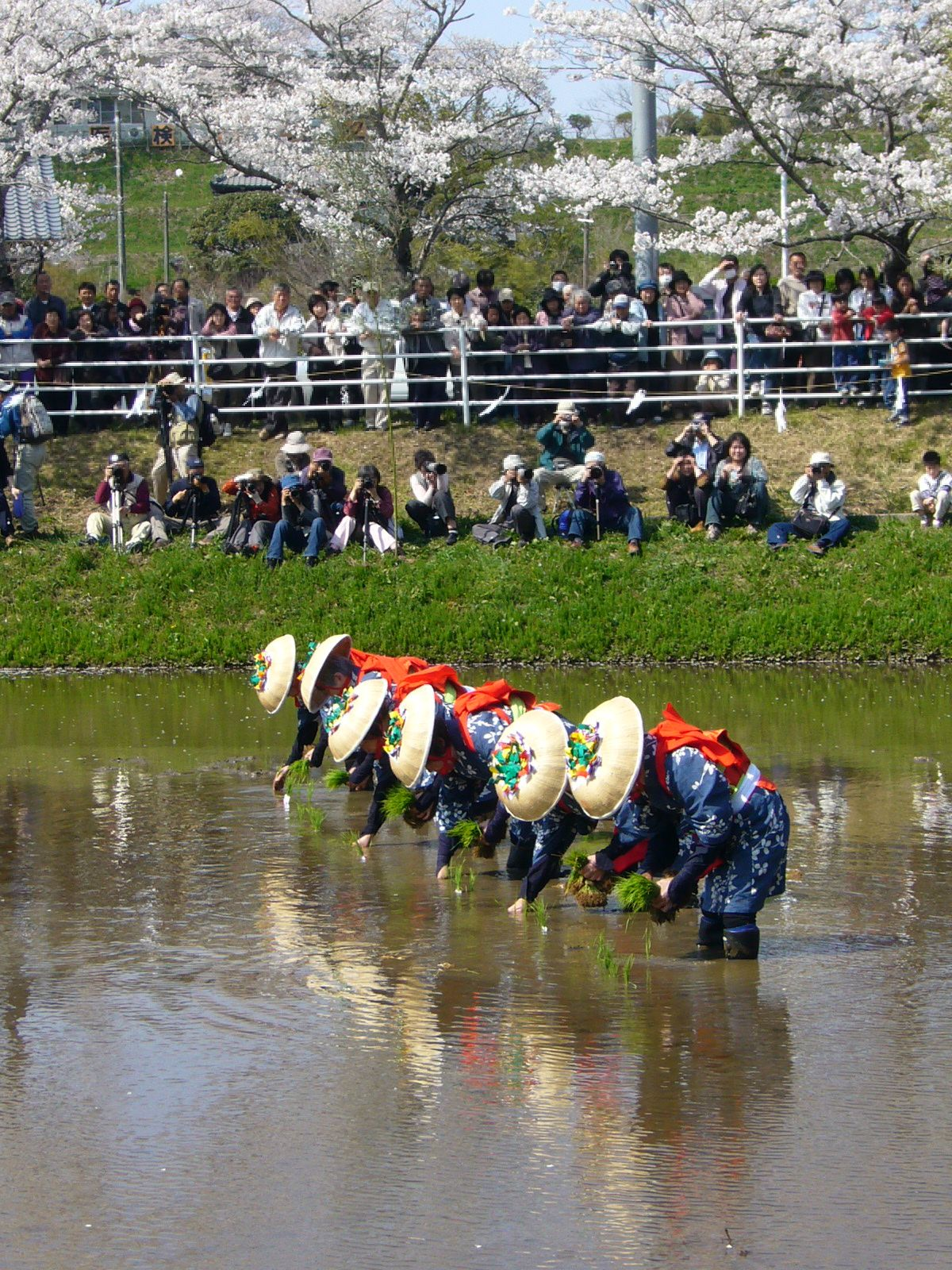
Trasplante de arroz en el festival del Santuario Katori en Katori
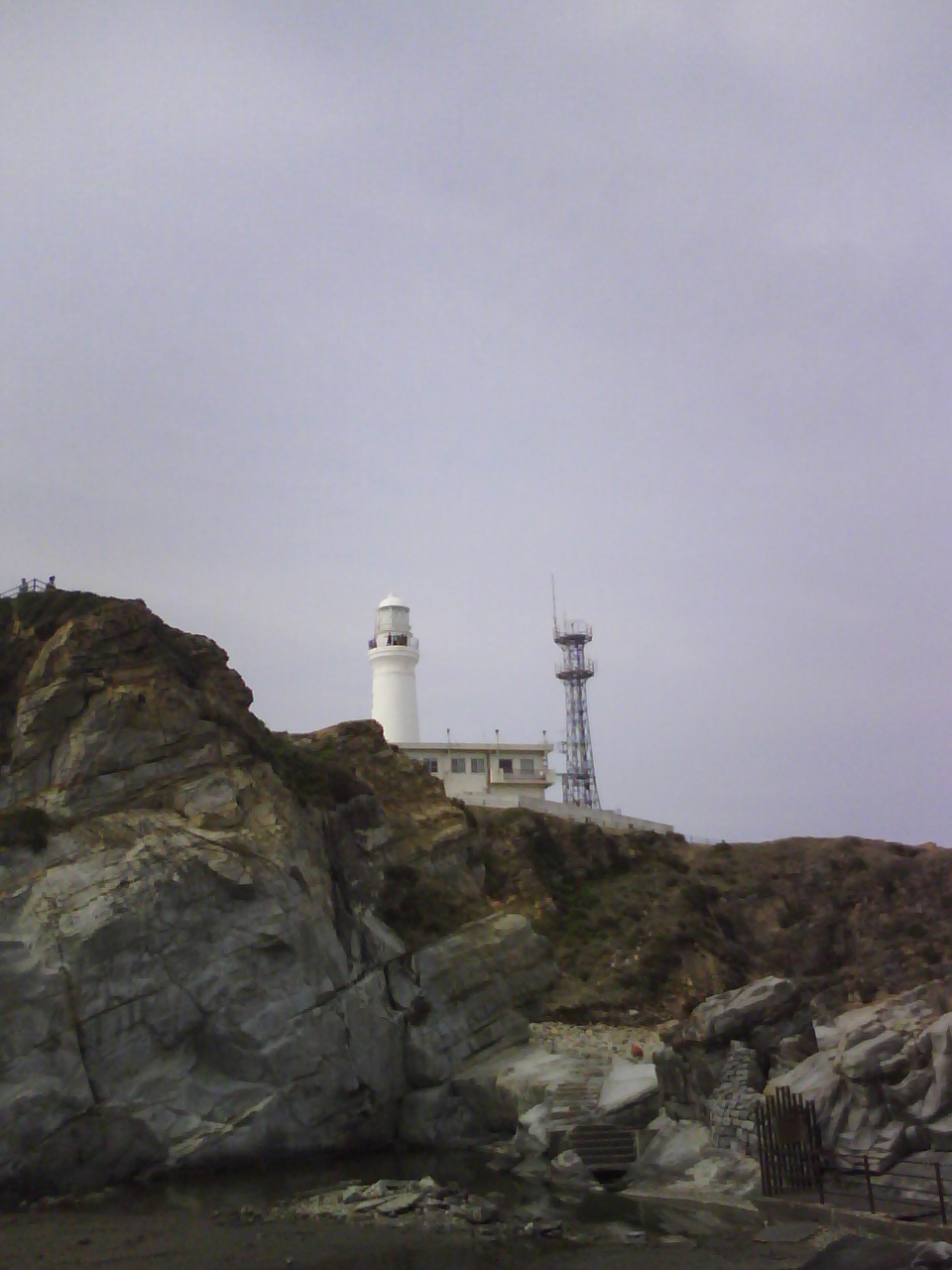
Cabo Inubō en  Chōshi
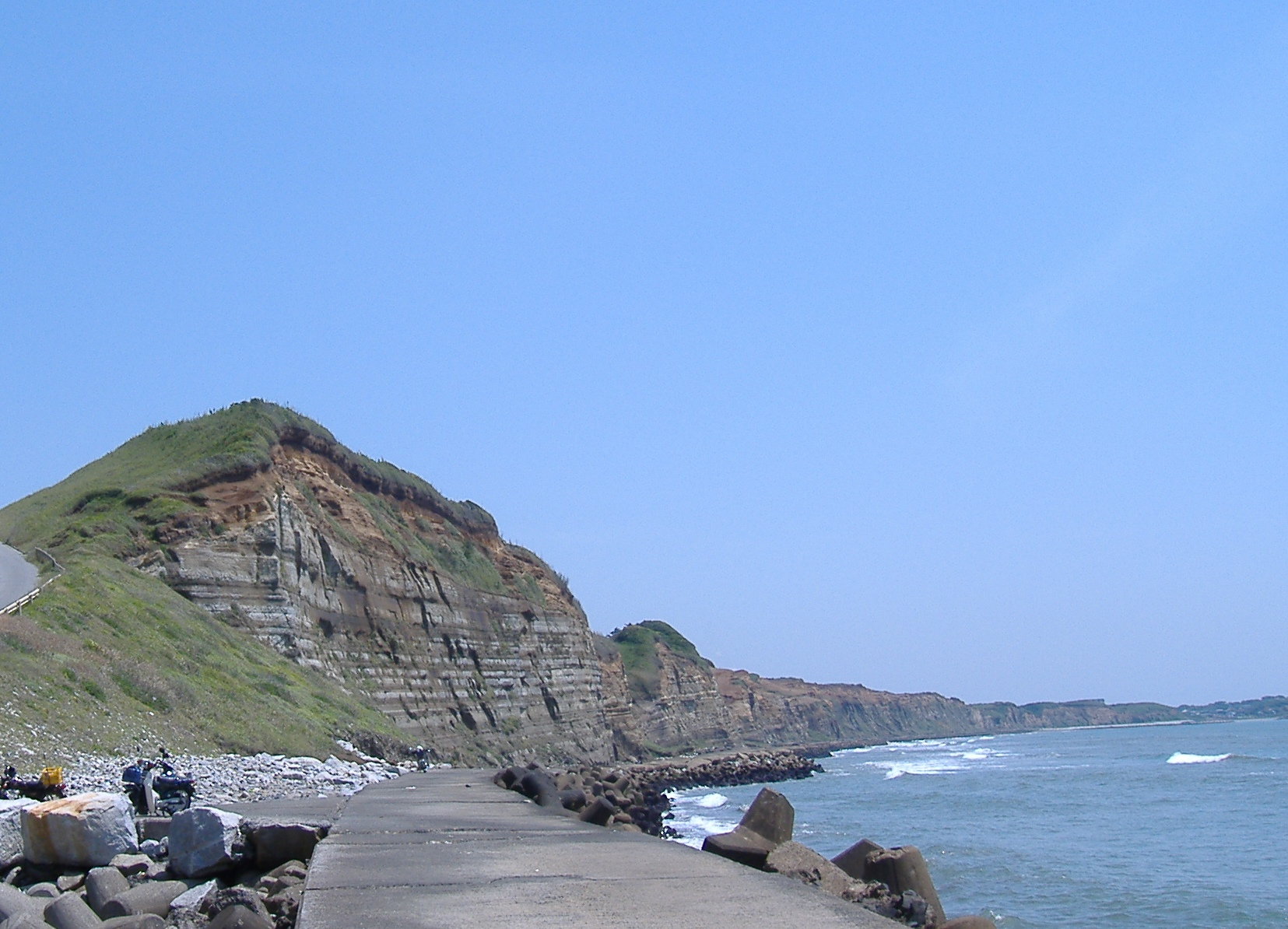
Ensenada Byōbugaura en  Chōshi
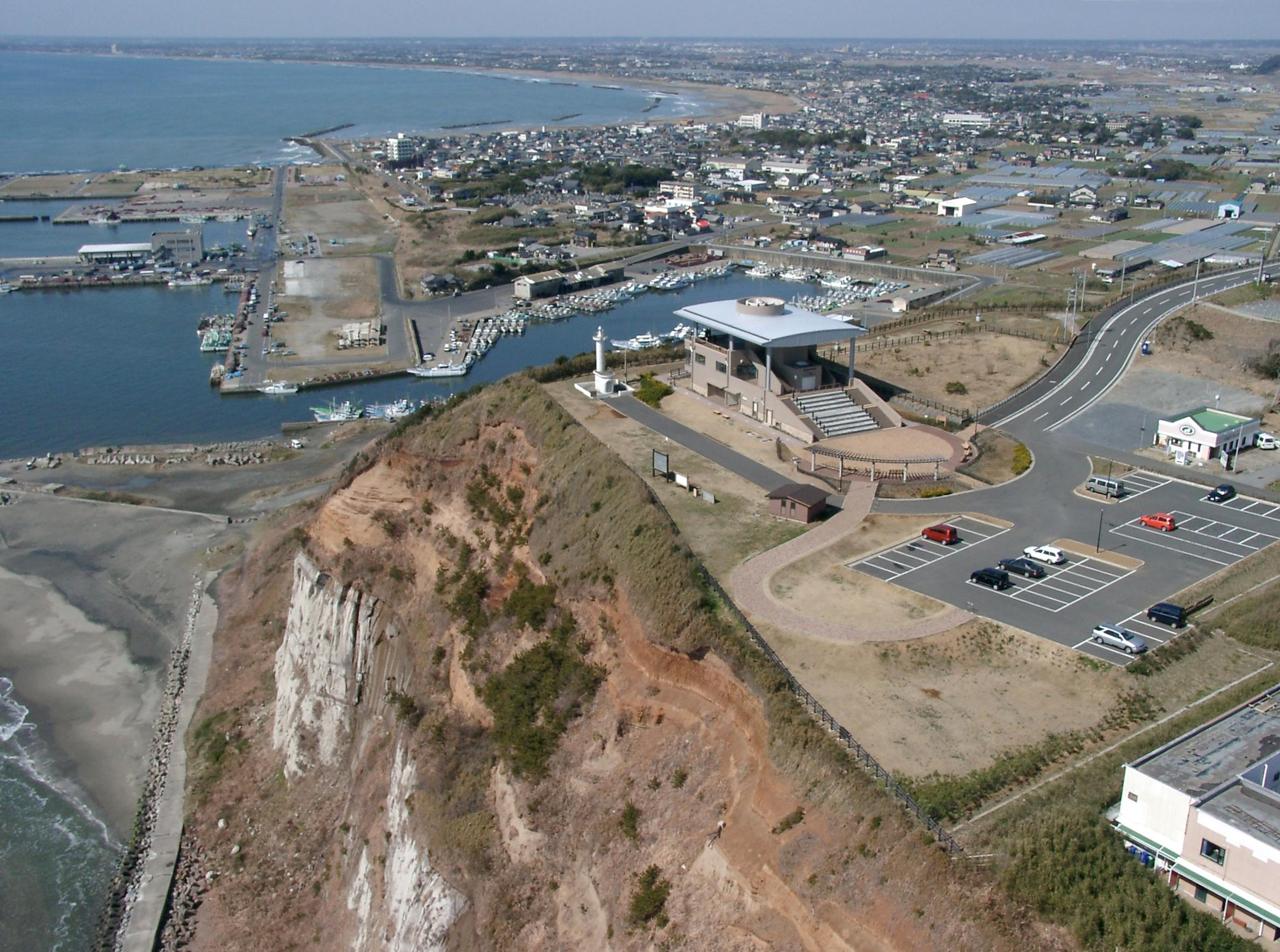
Cabo Gyōbumi en Asahi
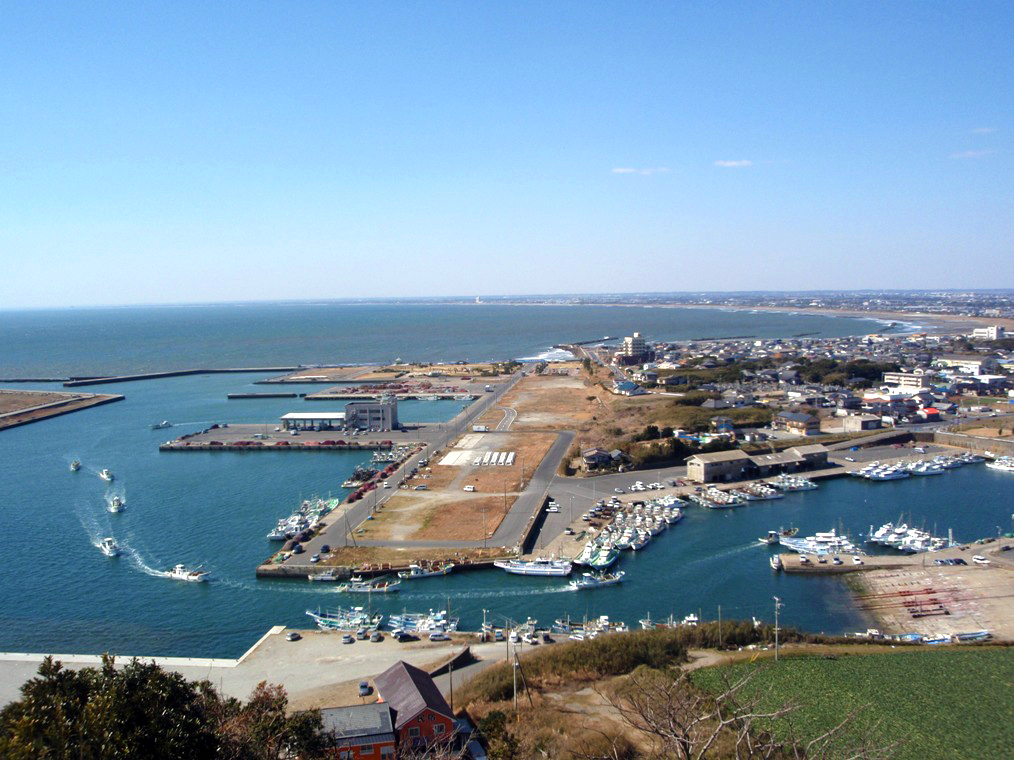
Cabo Gyōbumi en Asahi